# Livari
Livari (cyr. Ливари) – wieś w Czarnogórze, w gminie Bar. W 2011 roku liczyła 64 mieszkańców.